# Morózov
Morózov (en rus: Морозов) és un poble (un khútor) de l'óblast de Kursk, a Rússia, que en el cens del 2010 tenia 37 habitants. Pertany al districte rural de Fatej.